# 2012 US177
2012 US177, também escrito como 2012 US177, é um objeto transnetuniano (TNO) que está localizado no disco disperso, uma região do Sistema Solar. O mesmo possui uma magnitude absoluta de 8,7 e tem um diâmetro com cerca de 80 km.

## Descoberta
2012 US177 foi descoberto no dia 21 de outubro de 2012 pelo astrônomo M. Alexandersen.

## Órbita
A órbita de 2012 US177 tem uma excentricidade de 0,364 e possui um semieixo maior de 55,932 UA. O seu periélio leva o mesmo a uma distância de 35,553 UA em relação ao Sol e seu afélio a 76,312 UA.